# Diário Oficial
Os diários oficiais são jornais criados, mantidos e administrados por governos para publicar as literaturas dos atos oficiais da administração pública executiva, legislativa e judiciária. As denominações variam conforme o país, assim nuns a denominação é boletim oficial, gazeta oficial, jornal da república e outras.

## Em Portugal
Em portugal o veículo oficial competente para publicar o dia-a-dia dos atos do governo é o Diário da República.

## No Brasil
No Brasil, o diário oficial é uma publicação na qual são publicadas as leis, licitações, atas de plenário e todas as demais atividades de uma divisão administrativa brasileira. São publicados Diários Oficiais da Presidência da República, de cada governo estadual, de cada município e dos órgãos do Poder Judiciário, além dos Diários do Senado Federal, da Câmara dos Deputados e do Congresso Nacional. Os três Poderes Federais e algumas localidades os disponibilizam, de forma integral, na Internet.

## Organização das Nações Unidas
A Organização das Nações Unidas também funciona o Jornal das Nações Unidas, um veículo oficial o qual compete a divulgação dos atos e decisões da entidade.

### Angola
- Diário da República (Angola)

### Brasil
- Diário Oficial da União
- Diário da Justiça

### Cabo Verde
- Boletim Oficial

### Estados Unidos
- Federal Register

### Guiné-Bissau
- Boletim Oficial da Guiné-Bissau

### Mercosul
- Boletim Oficial do Mercosul

### Moçambique
- Boletim da República

### Portugal
- Diário da República

### São Tomé e Príncipe
- Diário da República (São Tomé e Príncipe)

### Timor-Leste
- Jornal da República (Timor Leste)

### União Europeia
- Jornal Oficial da União Europeia

### Vaticano
- Acta Apostolicae Sedis